# Карл Целлер
Карл-Адам-Йоганн-Непомук Целлер (нім. Carl Adam Johann Nepomuk Zeller; 19 червня 1842 — 17 серпня 1898) — австрійський композитор, класик віденської оперети.

## Біографія
Карл Целлер народився в сім'ї лікаря, який помер менш як через рік після народження сина. З дитинства грав на різних музичних інструментах, зокрема на органі в І.Брандштеттера. Співав у Віденському хорі хлопчиків.
У 1869 році здобув юридичну освіту у Віденському університеті. Одночасно вивчав композиторське мистецтво у Симона Зехтера.
Далі працював у Міністерстві освіти, у вільний час пишучи пісні, хорали, а з 1876 року — також оперети. Перша його оперета, «Джоконда», була поставлена з великим успіхом у Відні та Лейпцигу.
У 1875 році одружився з Анною-Марією Швець (Anna Maria Schwetz).
Целлер — автор семи оперет, дві з яких особливо популярні: «Продавець птахів» (1891) і «Мартін-рудокоп» (1894). До числа інших належать: «Джоконда» (1876), «Форнаріна» (1878), «Капітан Ніколь, або Карбонарії» (1880), «Волоцюга» (1886), «Власник винного погребка» (1901, закінчив Йоганнес Брандль).  
У 1895 році Целлера звільнено з міністерства, заарештовано і звинувачено у лжесвідченні. На довершення нещасть він пошкодив хребет під час падіння і решту днів страждав від цієї хвороби, а потім і від душевного розладу.